# Ричардсон, Генри Гобсон
Генри Гобсон Ричардсон (англ. Henry Hobson Richardson; 29 сентября 1838 — 27 апреля 1886) — американский архитектор периода историзма, один из главных представителей чикагской школы архитектуры и движения романского возрождения в Америке. В честь него назван Романский стиль Ричардсона.
Правнук физика Джозефа Пристли. Ричардсон учился в Гарвардском университете и в парижской Школе изящных искусств. Противопоставил европейскому увлечению неоготикой, со свойственным этому неостилю избыточным дробным декором, возрождение строгих форм романского стиля, которые придавали его постройкам (вокзалы, библиотеки, другие общественные здания) монументальность, цельность и лаконизм. Романское возрождение в странах Западной Европы и США 1870—1880-х годов историки архитектуры определяют в качестве течения (реже стиля), являющегося частью неоромантического направления в различных видах искусства.
Ричардсон увлёкся изучением средневекового искусства в Париже. Обращение к средневековой романской архитектуре отражало стремление противопоставить простой и суровый стиль лихорадочному динамизму американской жизни и вызовам индустриального века. Ричардсон придавал большое значение рациональности композиции, простоте и функциональности зданий. Постройки Ричардсона в Чикаго, городе, который в то время испытывал бурный рост, «отличаются массивностью, выразительной мощью кирпичной кладки, стены из грубо отёсанного камня сочетаются с аркадами, напоминающими средневековую французскую архитектуру или палаццо средневековой Флоренции». Вместе с тем в этой эстетике видят проявление американской традиции «фортификационных сооружений периода революции». Самая знаменитая и выразительная постройка Ричардсона — Оптовый магазин Маршалла Филда в Чикаго (1885—1887, снесён в 1931 году).
Загородные дома, построенные из дерева в духе романского возрождения в дальнейшем получили наименование «виллы гонтового стиля» (от «гонт» — кровельный материал из дерева). Гонтовый стиль оказал влияние на ученика Ричардсона — архитектора Луиса Салливана, выдающегося мастера чикагской школы, у которого в свою очередь учился Фрэнк Ллойд Райт, создатель органической архитектуры.

## Постройки

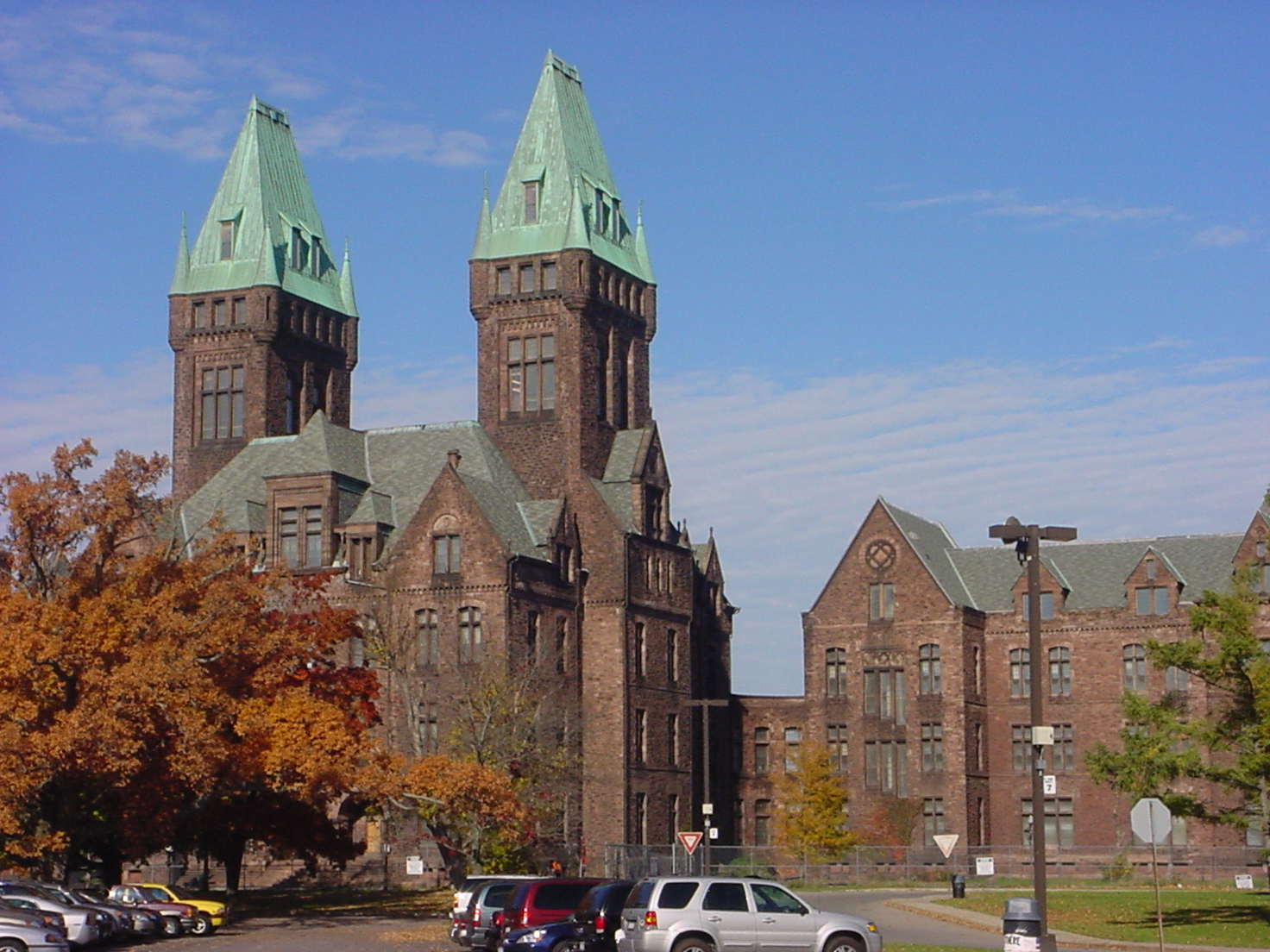
Психиатрическая лечебница штата Нью-Йорк в Баффало. 1869
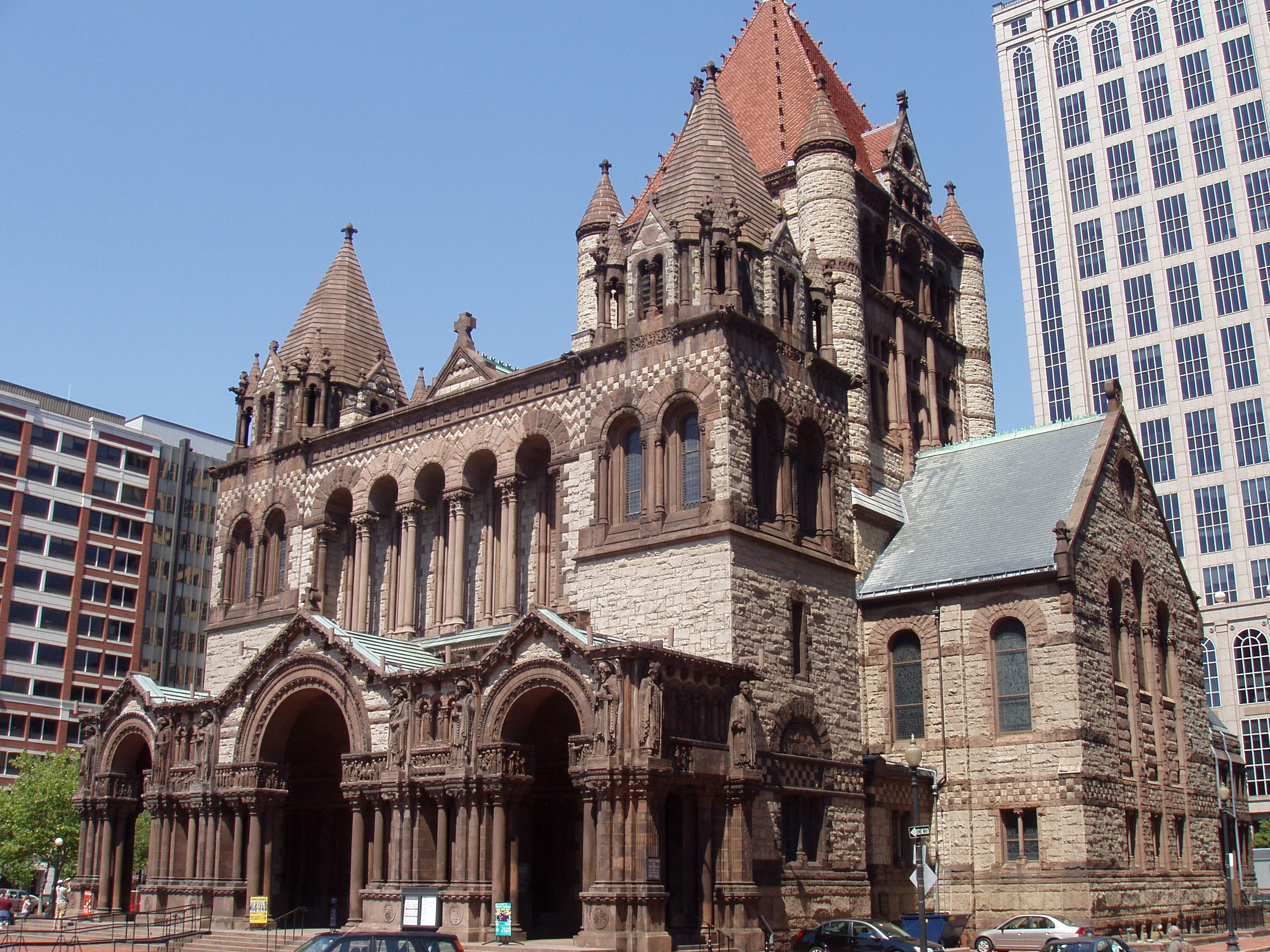
Церковь Св. Троицы в Бостоне. 1872
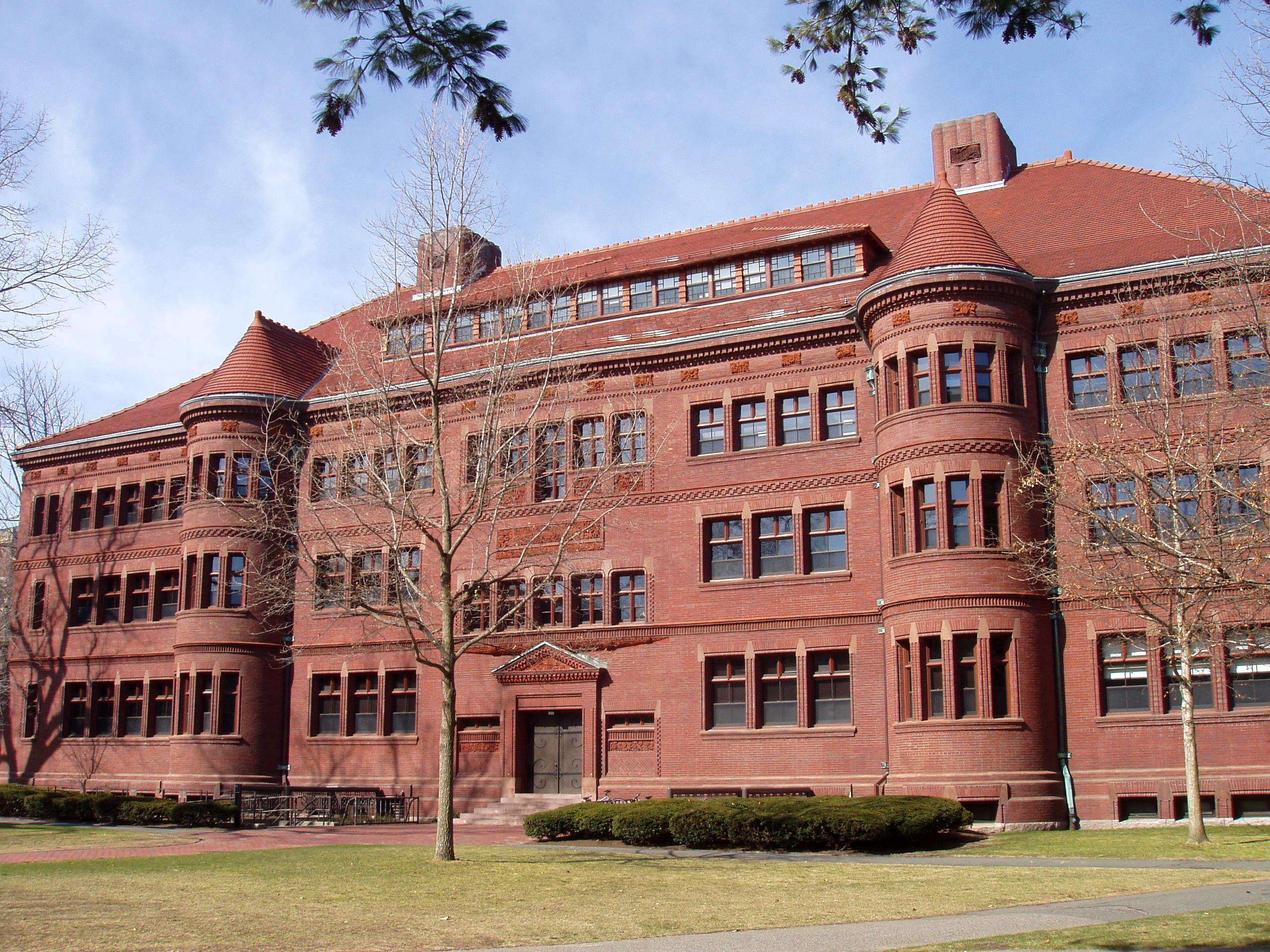
Здание Север-Холла в Гарвардском университете. 1878
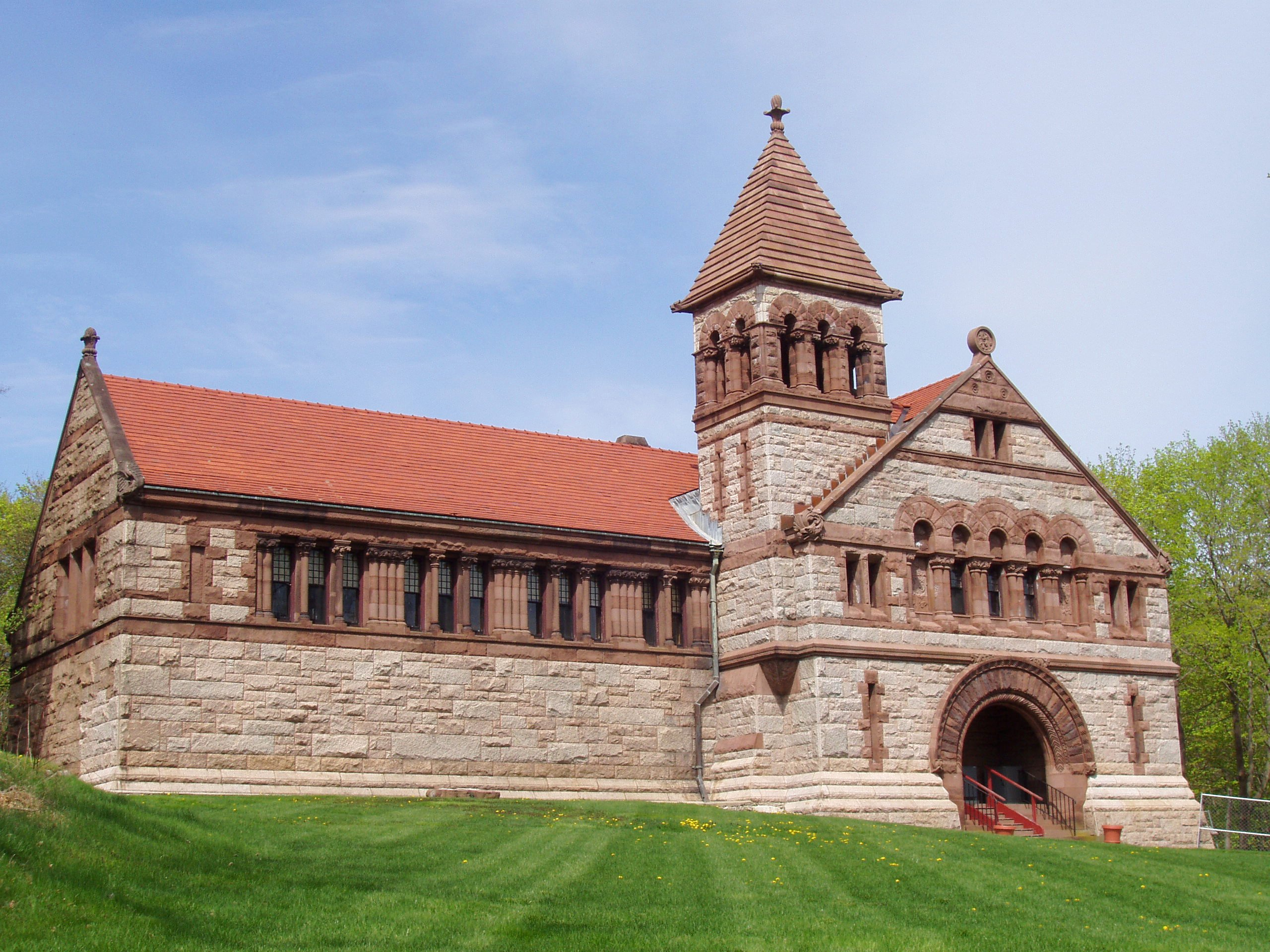
Общественная библиотека Эймса в городе Истоне. 1883
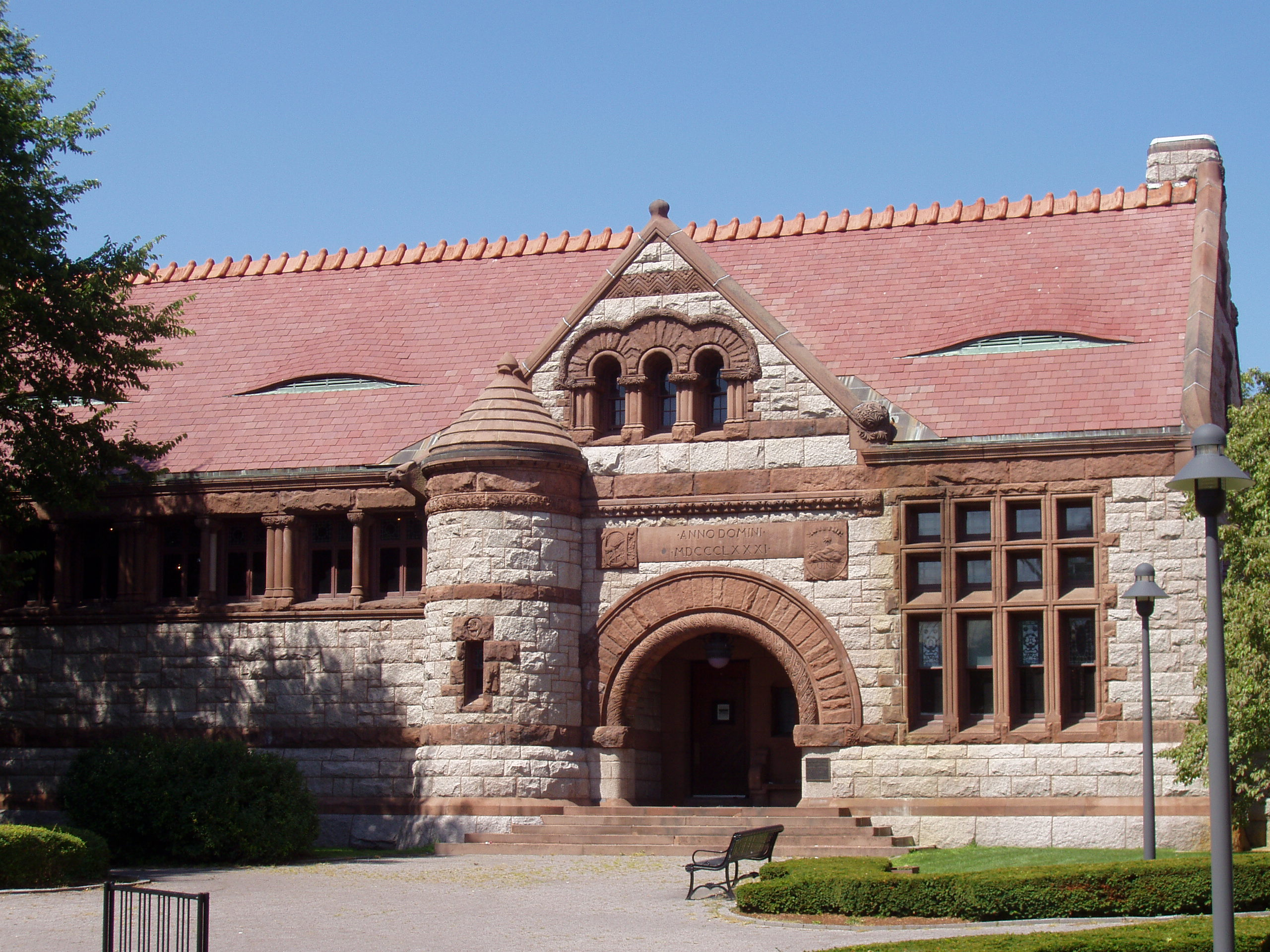
Общественная библиотека города Квинси. 1883